# Karin Mensah
Pour les articles homonymes, voir Mensah.
Karin Mensah, née le 8 mars 1965 à Dakar dans une communauté capverdienne, est une chanteuse soul jazz, d'origine cap-verdienne,,. Elle a fondé en 2004 à Vérone l'Académie supérieure du chant où elle enseigne.

## Biographie
Karin Mensah est une chanteuse soul jazz, d'origine capverdienne, née à Dakar, au Sénégal, «ville carrefour» ouverte à de multiples apports culturelles et artistiques. Ainsi, durant son enfance et son adolescence elle a baigné dans une ambiance musicale très variées qui va des musiques du continent à celles, comme la soul, venant des Etats-Unis. Animée par le plaisir de chanter, elle se produit très jeune dans des spectacles de chant et de danse, au théâtre et à la télévision. A 19 ans, elle s'installe d’abord à Paris où elle étudie le chant et obtient un diplôme en Langues et littératures étrangères à l'université de Paris X-Nanterre (1988). Elle part ensuite en Italie, à Vérone où elle se spécialise en chant classique et perfectionne sa formation technique au Conservatoire de Vérone.

## Carrière musicale
Grâce à sa polyvalence vocale, elle est capable de s’approprier différentes genres musicaux, allant du jazz , de l'ethno-jazz à la soul et au gospel. Elle se produit dans divers festivals, revues de jazz , projets de spectacle et événements importants. Durant sa carrière, Karin a participé à différents programmes télévisés, comme celui du jury d'Amici, en 2009.
Elle s’est impliquée aussi en étroites collaborations avec des artistes tels que: Bleuet, Giorgio Panariello, Paolo Belli, Anna Oxa, Bobby Solo, Andrea Braido, Bruno Lauzi, Jerry Calà, Paola & Chiara, Ivan Cattaneo, Mariah Carey, Anggun, Miguel Bosè, Teofilo Chantre, Enrico Pieranunzi, Dany Silva, Tito Paris, Paolo Birro, Titti Castrini et bien d'autres.
Ses premiers enregistrements couvrent plusieurs genres, du blues, du funk, du jazz et le chant traditionnel de la morna du Cap Vert : Morna de Cabo Verde (Azzurra – 2000), Ayo en wolof (Azzurra – 2002), et Souvenirs de Paris (Brisa – 2005).
Elle a de même enregistré comme soliste les albums suivants : Paris Jazzy, Morna De Cabo Verde, Orizzonti (chants traditionnels du Cap-Vert adaptés en langue italienne) et Jazz'n'Bossa, dédiés respectivement à la chanson française, à la musique du Cap-Vert et à la Bossa Nova.
Elle a également participé à des centaines de projets d'enregistrement , en particulier au projet humanitaire Capo Verde Terra D'Amore (Cap-Vert, Terre d'Amour) : Programme Alimentaire Mondial des Nations unies (PAM) Programme alimentaire mondial. vol.3, vol. 4, vol. 5, vol. 6, vol. 7 et vol. 8 , produit par Alberto Zeppieri.  
Elle a par ailleurs interpreté la chanson "Mama Africa" en duo avec son auteur Dany Silva, la chanson "Fragilamor" avec Téofilo Chantre, "Marilena" avec Jerusa Barros, "Angola" avec Fiordaliso, " Sodade "avec Paolo Birro," Occhi di Xandinha "avec Tito Paris," Mare mio confidente "et" Mamma Criola ".
En outre elle a chanté pour la revue Musica Jazz dans les albums" Momenti di Jazz "avec" Adesso si "avec Sergio Endrigo," Lelio Swing " avec "Souvenirs d'Italie" dédié à Lelio Lutazzi, "100% Frank" dédié à Frank Sinatra avec "Corcovado" et "Something Stupid", "Lauzi sang jazz" dédié à Bruno Lauzi avec "Tuo padre cantava il jazz" et "Cape Verde in Jazz" avec "Fiore della Speranza" avec Enrico Pieranunzi.

## Carrière littéraire
En parallèle avec son activité artistique, Karin exerce depuis de nombreuses années, une intense activité de professeur de chant à l'Accademia Superiore di Canto de Vérone, dont elle est aujourd'hui, directrice.
Grâce à son expérience pédagogique, Karin Mensah est l'auteur du manuel "L'arte di cantare" »(Ed. Demetra, 2001 - Ed Volonte & Co, 2009) qui a connu un grand succès éditorial et reçu de nombreuses critiques positives.
Elle fait partie du jury du programme des amis de Maria de Filippi consacré à la recherche de nouveaux talents. 
En 2012, elle crée le Festival pop de Vérone.

## Publications
- Mensah, Karin (2001). L'arte di cantare: elementi di tecnica vocale applicata al canto jazz, leggero, rock (in italien). OCLC 636492149.

- Mensah, Karin (2009). L'arte di cantare: manuale pratico di canto moderno. Tecnica vocale applicata al canto pop, jazz, soul, rock, blues, gospel (en italian). Milano, Italia: Volontè & Co.  (ISBN 978-8-863-88086-1).